# البيانات الضخمة الى المعرفة
البيانات الضخمة إلى المعرفة، (بي دي تو كي ) هو مشروع تابع للمعاهد الوطنية للصحة لاستخراج المعرفة من البيانات الضخمة.
تأسست لبي دي تو كي في عام 2013 استجابة لتقرير من مجموعة العمل المعنية بالبيانات والمعلوماتية للجنة الاستشارية إلى مدير المعاهد الوطنية للصحة.
يتمثل جزء كبير من خطط BD2K في جعل المنظمات تضع خططًا لمشاركة أبحاثها البيانات عندما يقدمون عرضًا ردًا على إعلان فرصة التمويل.
كان فيليب بورن رائدًا في إدارة المشروع حتى أوائل عام 2017.

## روابط خارجية
- الموقع الرسمي